# Frank Kubacz
Frank Kubacz (polnisch: Franciszek Kubacz) (* 17. Mai 1868 in Neu Zielun in der Nähe von Strasburg in Westpreußen; † 14. Januar 1933 in Danzig) war ein polnischer Politiker in der Freien Stadt Danzig.
Frank Kubacz war der Sohn eines Landwirtes. Er besuchte das Progymnasium in Löbau und das Gymnasium in Deutsch Krone, wo er 1887 das Abitur ablegte. Danach studierte er Medizin in Würzburg und Rostock, wo er 1892 zum Dr. med. promoviert wurde. Er arbeitete als Assistenzarzt am Danziger Stadtlazarett und später als Frauenarzt in Danzig.
1907 und 1912 war er Mitglied des Wahlkomitees der polnischen Partei in Westpreußen. 1916 war er Danziger Vertreter im „überparteilichen geheimen Bürgerkomitee der Polen in den preußischen Teilgebieten“.
Frank Kubacz wurde 1920 als Vertreter der kleinen polnischen Minderheit in Danzig in den Danziger Staatsrat berufen. In den Verhandlungen in Paris zum Friedensvertrag von Versailles nahm er, gemeinsam mit Bonifatius Łangowski und Albert Jedwabski auf der polnischen Seite teil. Er gehörte der ND an. Bei der Wahl zur verfassungsgebenden Versammlung in Danzig 1920 wurde er als einer der sieben Polen in die Verfassungsgebende Versammlung gewählt, die dann zum ersten Volkstag wurde. Bei der Volkstagswahl in Danzig 1923 wurde er wiedergewählt und schied 1928 aus dem Volkstag aus. Im Volkstag war er Fraktionsvorsitzender der polnischen Fraktion.
In den Jahren 1921–1926 leitete er den Verbund der polnischen Bildungseinrichtungen in Danzig (Gdańska Macierz Szkolna) und war Förderer der Einrichtung des Polnischen Gymnasiums Danzig (Gimnazjum Polskie w Gdańsku).